# Radio France
Radio France is het bedrijf in Parijs dat sinds de reorganisatie van het publieke omroepbestel in 1975 de publieke Franse radiozenders beheert. Het Orchestre National de France valt ook onder Radio France; Radio France neemt alle concerten van het orkest op.
Het Maison de la Radio, het gebouw van Radio France, ligt aan de Seine, in het 16e arrondissement van Parijs.

## Zenders van Radio France
- France Inter
- France Info: 24 uurs nieuwszender
- ici (voorheen France Bleu): regionale radiozenders
- France Culture
- France Musique: klassiek en jazz
- FIP
- Le Mouv': popzender